# Paraphrynus chiztun
Paraphrynus chiztun är en spindeldjursart som först beskrevs av Verner Hawsbrook Rowland 1973.  Paraphrynus chiztun ingår i släktet Paraphrynus och familjen Phrynidae. Inga underarter finns listade i Catalogue of Life.